# Schutzengelkirche (Graz)

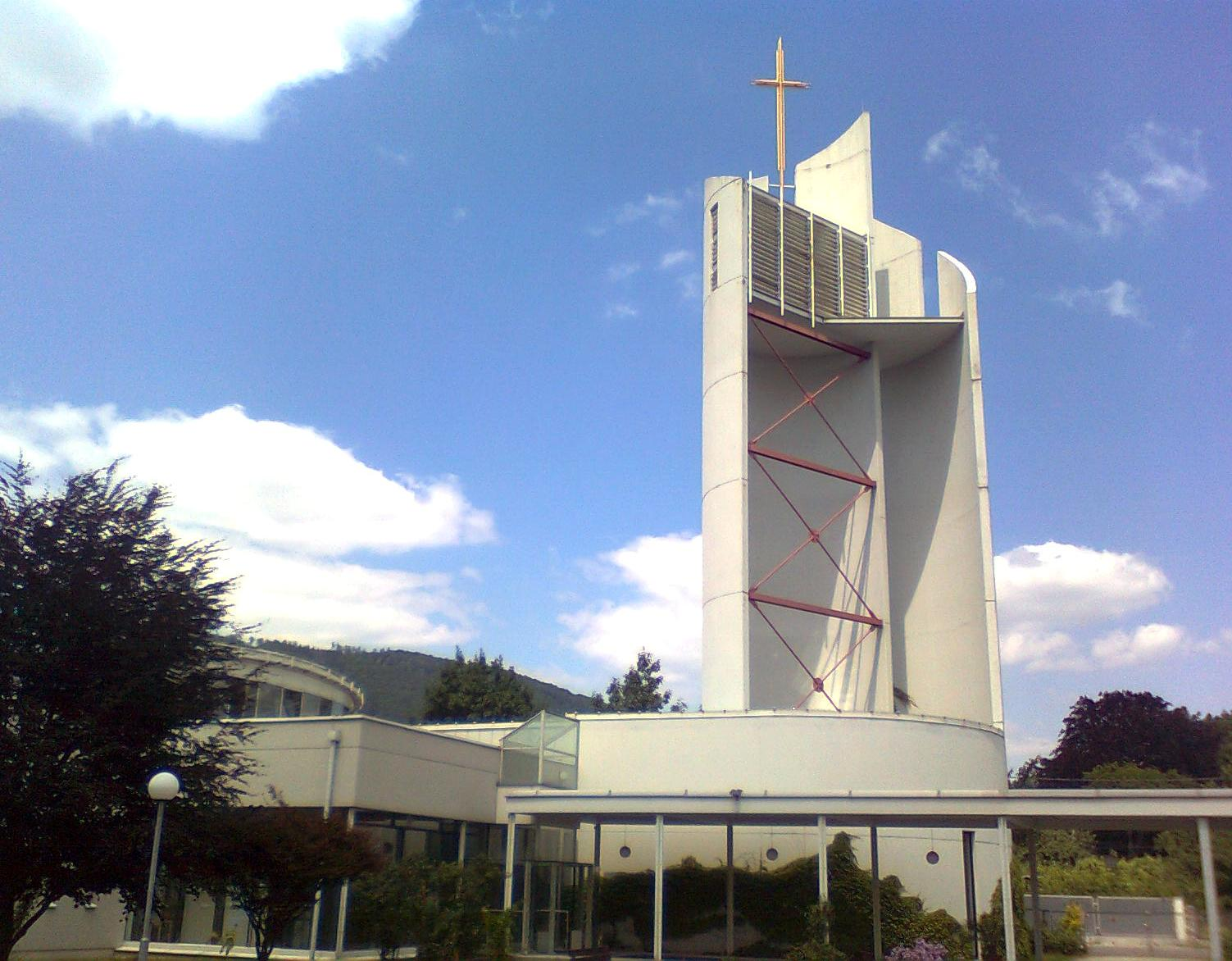
Neue Schutzengelkirche

Die Pfarrkirche zu den Heiligen Schutzengeln, kurz Schutzengelkirche, ist eine römisch-katholische Pfarrkirche im 14. Grazer Gemeindebezirk Eggenberg.

## Geschichte

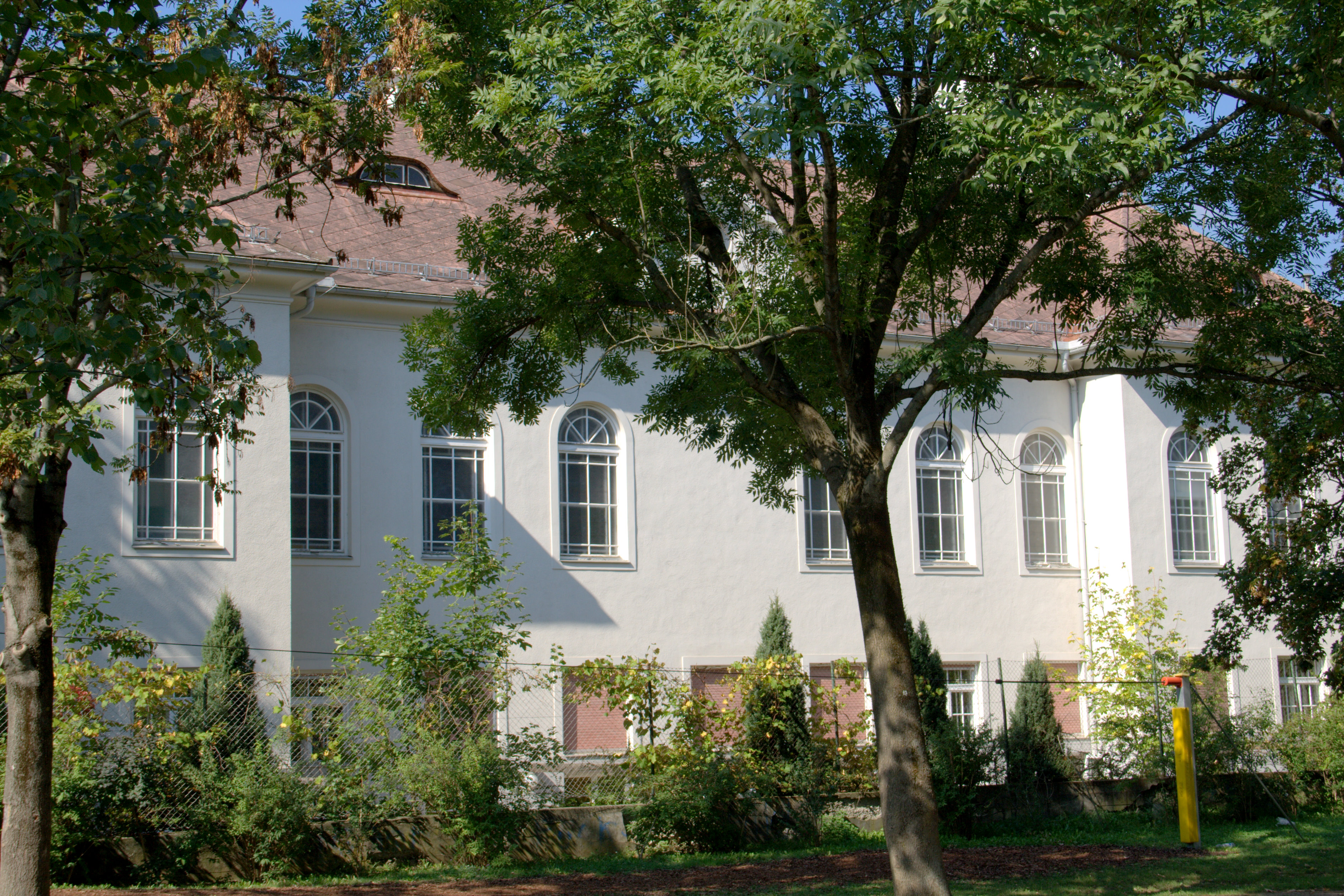
Pfarrsaal und Kindergarten

Nachdem 1903 der Plan, ein Gotteshaus zum Regierungsjubiläum Kaiser Franz Josephs zu errichten, verworfen werden musste und der Ausbruch des Ersten Weltkriegs ähnliche Ambitionen zunichtemachte, baute man in der Zwischenkriegszeit ein Vereinshaus. Das Gebäude diente im Untergeschoß als Versammlungsraum, während das Obergeschoß als Notkirche verwendet wurde. Das Gebäude wurde 1931 nach Plänen des Architekten Hans Pelzl erbaut und 1932 als Kirche geweiht. Im Jahr 1971 erfolgte der Zubau eines Stiegenhauses nach Norden. Mehrere Restaurierungsarbeiten wurden seit 1960 durchgeführt.
Erst in den 1990er Jahren wurde gegenüber der Notkirche ein moderner Kirchenbau errichtet. Die von Bischof Johann Weber 1996 geweihte Pfarrkirche ist seither der letzte katholische Kirchenneubau in der Steiermark.
Die alte und neue Schutzengelkirche sind durch einen Platz der Begegnung voneinander getrennt. Auf diesem steht ein barocker Nischenbildstock, der nach Restaurierungsmaßnahmen 2013 mit neuen Bildern des Kärntner Künstlers Ernst Gradischnig ausgestattet wurde.

## Die Notkirche

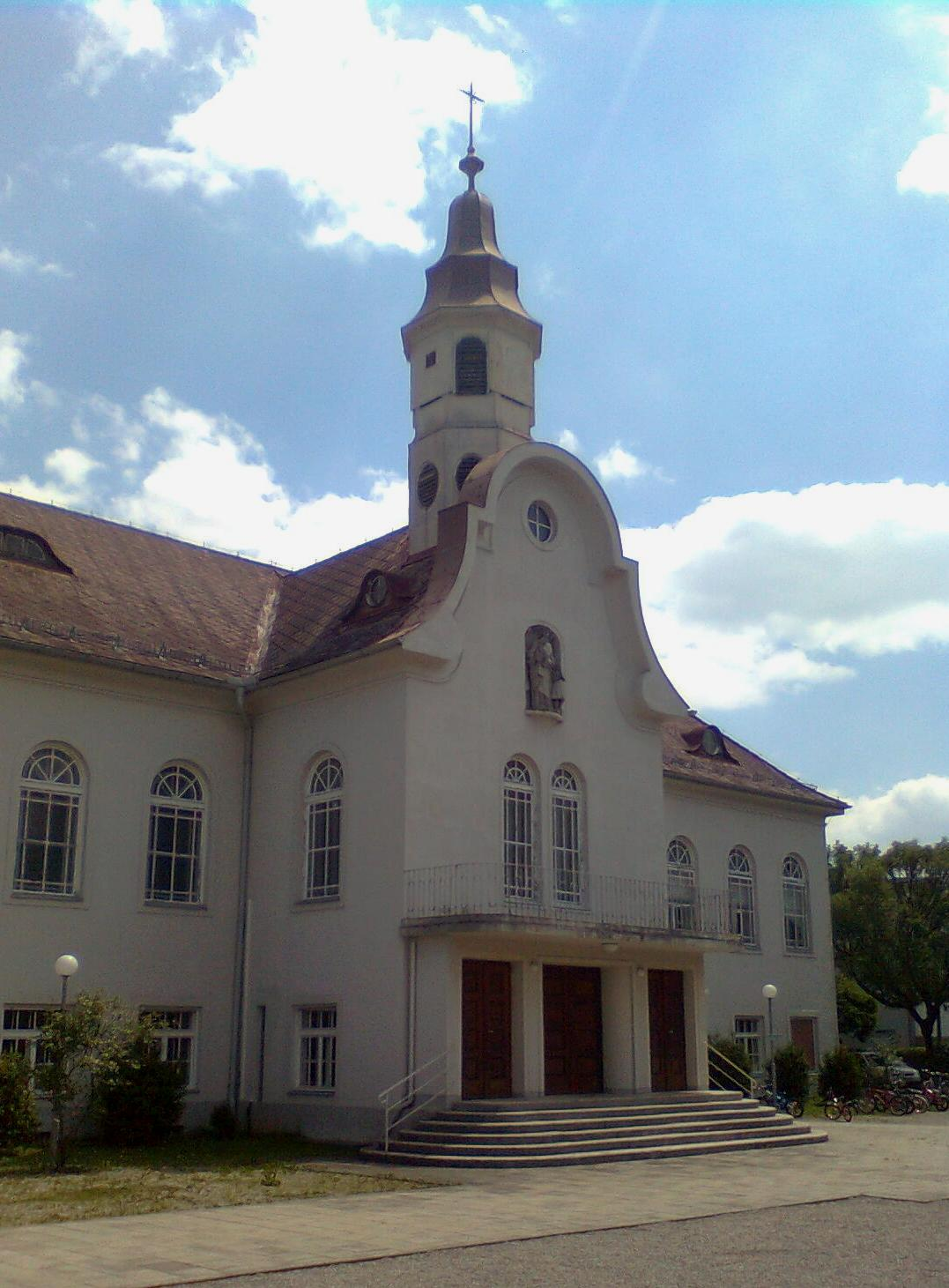
Notkirche

Die Anlage ist ein Westportalbau mit einem polygonalen Dachreiter. Das einschiffige Langhaus mit neun Jochen besitzt ein Tonnengewölbe, eine zweijochige Orgelempore und einen einjochigen Chor. Die neogotische Ausstattung wurde nach der Innenrestauration im Jahr 1964 entfernt. Der ehemalige Hochaltar stammt laut einer angebrachten Inschrift aus der Gruftkapelle der Fürsten von Liechtenstein in Wies und wurde 1881 geschaffen. Die übrige Einrichtung gestaltete der Künstler Othmar Klemencic. Dazu gehören die Darstellungen einer Schutzmantelmadonna, der Taufe Christi (1972) und der Kreuzwegstationen (1973). Das Relief über dem Eingang aus dem 19. Jahrhundert zeigt die Auferstehung Christi. Die Orgel war die ehemalige Chororgel des Grazer Doms und stammt von Konrad Hopferwieser. Sie wurde 1975 in der Notkirche aufgestellt und erneuert.
1996 wurde die Ausstattung aus dem Raum entfernt, lediglich die Reliefs, eine Kreuzigung und farbige Glasfenster verblieben darin. Seither wird das Obergeschoß als „Schutzengelsaal“ verwendet, während in das Untergeschoß der Schutzengel-Kindergarten Einzug gehalten hat.

## Die neue Schutzengelkirche

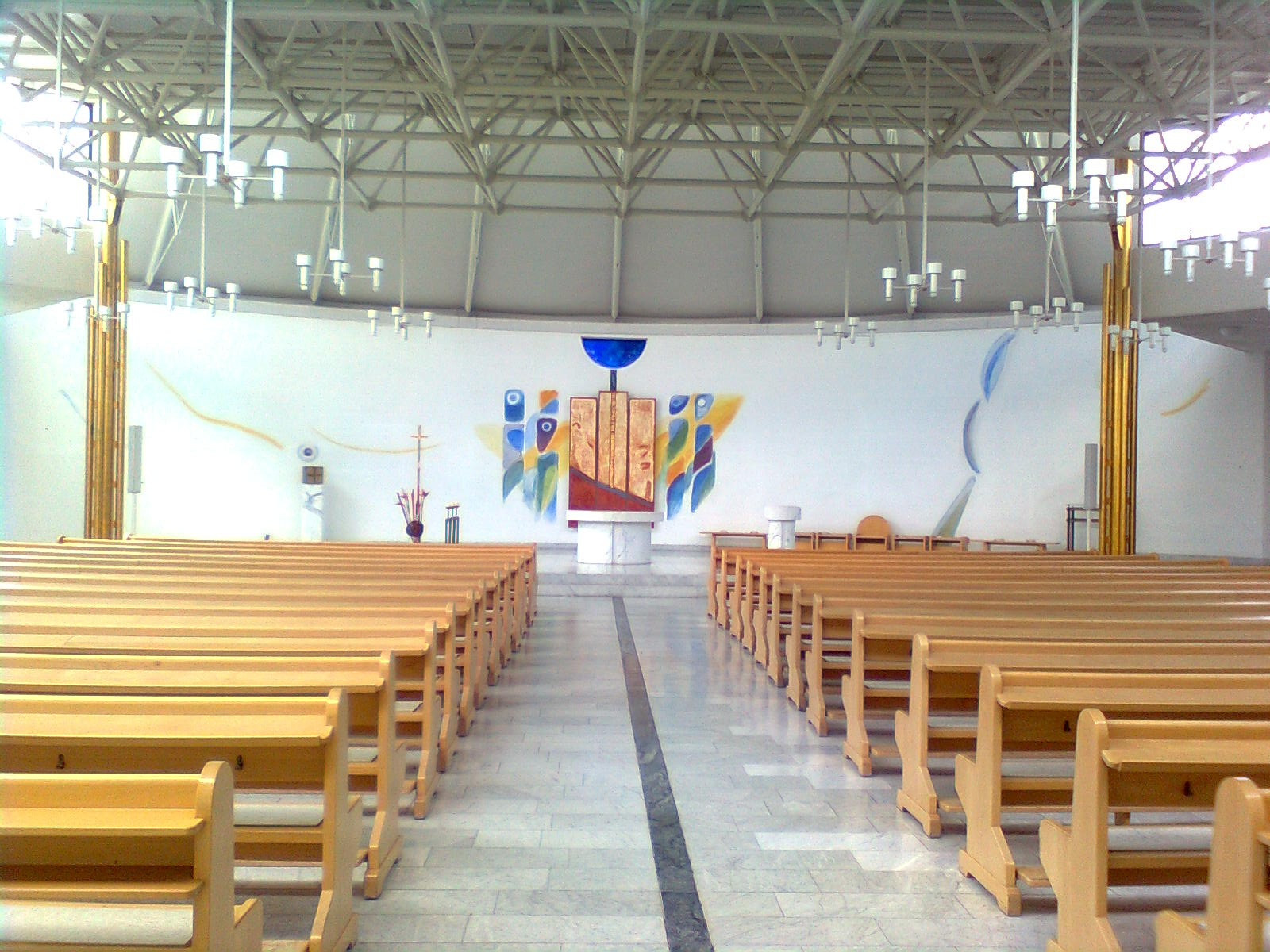
Innenraum der Schutzengelkirche

Die neue Schutzengelkirche wurde vom Architekten Werner Hollomey geplant und 1996 geweiht. Durch ein verglastes Foyer betritt man den Kircheninnenraum, von dem auch die Werktagskapelle erreicht wird. Der mächtige Turm mit seinen dynamischen Kreissegmenten befindet sich oberhalb der Werktagskapelle. Das Innere des modernen Sakralbaus ist sehr hell gestaltet. Die runde Dachkonstruktion besteht aus leichten Metallgittern und ruht auf vier vergoldeten Stützen. Ein Fensterband umgibt den Innenraum und kontrastiert zum fensterlosen Unterbau.
Der Taufort mit seinem vertieft stehenden Taufbecken und der Belichtung durch ein darüber befindliches kreisrundes Deckenfenster ist ein besonderer Ort in der Vorhalle der Kirche.
Nach Westen ist an den Kirchenraum ein Presbyterium angefügt. Im Zentrum der Altarzone steht ein Altar aus weißem Marmor. An der Altarwand bilden drei von der Wand abgesetzte Tafeln das Zentrum. In der Dreizahl dieser modernen, ungegenständlich gemalten Ikonen spiegeln sich Dreifaltigkeit und Kreuzigung Christi wider. Das Werk stammt vom Grazer Künstler Kurt Zisler, einem Schüler von Wladimir Zagarodnikow.
Die Kreuzwegstationen entstammen einer Gemeinschaftsproduktion mit Eggenberger Schülern: Unter der Leitung von Manfred Gollowitsch schufen 14-jährige Schülerinnen und Schüler Kupferstichplatten, die hier angebracht sind. Das Wandbild der Nordwand ist vom Patrozinium der Schutzengel inspiriert und geht auf die Engelsvision Marc Chagalls zurück. Es zieht sich bis zur Taufkapelle in der Vorhalle und wurde von der Grazer Künstlerin Edith Temmel geschaffen. Die malerische Altarwandgestaltung der Werktagskapelle stammt vom steirischen Priester und Künstler Josef Fink. Über den Geistspuren der Menschheitsgeschichte schwebt das Antlitz des kosmischen Christus, dessen Haarlocke als Nebel der Milchstraße erscheint.